# Fivelandia 20
Fivelandia 20 è un album raccolta di sigle di programmi per bambini in onda sulle reti Mediaset, pubblicato nel 2002.

## Tracce
1. Tutti all'arrembaggio – 2:49 (testo: Alessandra Valeri Manera – musica: Max Longhi e Giorgio Vanni)
2. Hamtaro piccoli criceti, grandi avventure – 3:14 (testo: A. Valeri Manera – musica: M. Longhi e G. Vanni)
3. Detective Conan – 3:01 (testo: A. Valeri Manera – musica: M. Longhi e G. Vanni)
4. Ma che magie Doremì! – 3:29 (testo: A. Valeri Manera – musica: M. Longhi e G. Vanni)
5. Cubix – 3:03 (testo: A. Valeri Manera – musica: M. Longhi e G. Vanni)
6. Arriva Cristina – 3:02 (testo: A. Valeri Manera – musica: Carmelo Carucci)
7. Roma, un grande impero – 4:19 (testo: A. Valeri Manera – musica: Gianfranco Fasano)
8. Papà Gambalunga – 3:11 (testo: A. Valeri Manera – musica: C. Carucci)
9. Roba da gatti – 2:39 (testo: A. Valeri Manera – musica: M. Longhi e G. Vanni)
10. I Cavalieri del Drago – 3:04 (testo: A. Valeri Manera – musica: M. Longhi e G. Vanni)
11. Ai confini dell'universo – 3:27 (testo: A. Valeri Manera – musica: M. Longhi e G. Vanni)
12. Spider-Man – 3:04 (testo: A. Valeri Manera – musica: M. Longhi e G. Vanni)
13. Prezzemolo – 3:15 (testo: A. Valeri Manera – musica: G. Fasano)
14. Kiss me Licia – 3:15 (testo: A. Valeri Manera – musica: Giordano Bruno Martelli)
15. Flint a spasso nel tempo – 3:42 (testo: A. Valeri Manera – musica: G. Fasano)
16. Siamo fatti così – Esplorando il corpo umano – 2:49 (testo: A. Valeri Manera – musica: Massimiliano Pani)

## Interpreti e cori
- Cristina D'Avena (n° 2, 4, 6, 7, 8, 11, 13, 14, 15 e 16)
- Cristina D'Avena e Giorgio Vanni (n° 1, 9)
- Giorgio Vanni (n° 3, 5, 10 e 12)
- I Piccoli Cantori Di Milano diretti da Laura Marcora, I Piccoli Artisti Accademia New Day diretti da Cristina Paltrinieri, Stefania Camera, Marco Gallo, Nadia Biondini, Cristina Paltrinieri, Gisella Cozzo, Patrizia Saitta, Moreno Ferrara, Silvio Pozzoli, Lalla Francia, Lola Feghaly, Giorgio Vanni.